# Curcuma parvula
Curcuma parvula är en enhjärtbladig växtart som beskrevs av Andrew Thomas Gage. Curcuma parvula ingår i släktet Curcuma och familjen Zingiberaceae. Inga underarter finns listade i Catalogue of Life.